# 東京を舞台とした文芸作品一覧
東京を舞台とした文芸作品一覧（とうきょうをぶたいとしたぶんげいさくひんいちらん）では、東京都を舞台にした小説などの文芸作品を挙げる。

## 舞台が江戸幕府成立以前
- 隅田川（観世元雅）〔隅田川〕
- 平将門（海音寺潮五郎）
- 椿説弓張月（曲亭馬琴）〔大島町〕
- 徳川家康（山岡荘八）
- とはずがたり（後深草院二条）〔台東区浅草〕

## 舞台が江戸時代
- 藍染袴お匙帖（藤原緋沙子）
- 赤西蠣太（志賀直哉）
- 赤ひげ診療譚（山本周五郎）〔文京区〕
- 顎十郎捕物帳（久生十蘭）
- 池田大助捕物日記（野村胡堂）
- 異変街道（松本清張）
- 浮世風呂（式亭三馬）
- 右門捕物帖（佐々木味津三）
- 江戸生艶気樺焼（山東京伝）
- 江戸の検屍官（川田弥一郎）
- 榎本武揚（安部公房）
- お岩伊右衛門（平山蘆江）
- お江戸の百太郎（那須正幹）
- 大江戸科学捜査 八丁堀のおゆう（山本巧次）
- 大江戸神仙伝（石川英輔）
- 岡っ引どぶ（柴田錬三郎）
- お艶殺し（谷崎潤一郎）
- 鬼平犯科帳（池波正太郎）
- おんな牢秘抄（山田風太郎）
- 御宿かわせみ（平岩弓枝）
- かげろう絵図（松本清張）
- 鎌倉河岸捕物控（佐伯泰英）
- 神谷玄次郎捕物控（藤沢周平）
- 髪結い伊三次捕物余話（宇江佐真理）
- 乾いて候（小池一夫）
- 寒月一凍悪霊斬り 神州魑魅変異聞（谷恒生）
- 剣客商売（池波正太郎）
- 恋山彦（吉川英治）
- 好色一代男（井原西鶴）
- 好色五人女 恋草からげし八百屋物語（井原西鶴）
- 獄医立花登手控え（藤沢周平）
- 古契三娼（山東京伝）
- 御家人斬九郎（柴田錬三郎）
- 五重塔（幸田露伴）〔台東区谷中〕
- 西海道談綺（松本清張）
- 桜田門外ノ変（吉村昭）
- 佐武と市捕物控（辻真先）
- 佐武と市捕物控（蘭巴）
- 算法少女（遠藤寛子）
- 刺青（谷崎潤一郎）
- 新幻魔大戦（平井和正）
- 神州魑魅変（谷恒生）
- 新・古着屋総兵衛（佐伯泰英）
- 隅田川御用帳（藤原緋沙子）
- 銭形平次捕物控（野村胡堂）
- 千石纏（子母沢寛）
- だましゑ歌麿（高橋克彦）
- 丹下左膳（林不忘）
- 超高速!参勤交代（土橋章宏）
- 憑神（浅田次郎）
- 妻は、くノ一（風野真知雄）
- 帝都幻談（荒俣宏）
- 照る日くもる日（大佛次郎）
- 伝七捕物帳（陣出達朗他）
- 東海道中膝栗毛（十返舎一九）
- 東海道四谷怪談（鶴屋南北）〔豊島区雑司が谷〕
- 逃亡（松本清張）
- 長崎絵師通吏辰次郎（佐伯泰英）
- 流され者（羽山信樹）〔三宅村〕
- なめくじ長屋捕物さわぎ（都筑道夫）
- 男色大鑑（井原西鶴）
- 日本永代蔵（井原西鶴）
- 人形佐七捕物帳（横溝正史）
- 鼠、江戸を疾る（赤川次郎）
- 鼠小僧唄祭（長谷川伸）
- 鼠小僧外伝（菊池寛）
- 鼠小僧次郎吉（芥川龍之介）
- 鼠小僧次郎吉（大佛次郎）
- 鼠小僧次郎吉（吉行淳之介）
- 鼠小僧別伝（江見水蔭）
- 鼠小僧別伝（直木三十五）
- 橋廻り同心・平七郎控（藤原緋沙子）
- 花宵道中（宮木あや子）
- はやぶさ新八御用帳（平岩弓枝）
- 半七捕物帳（岡本綺堂）
- 福翁自伝（福澤諭吉）
- 古着屋総兵衛影始末（佐伯泰英）
- 宝引の辰捕者帳（泡坂妻夫）
- ぼんくら（宮部みゆき）
- まんまこと（畠中恵）
- 見届け人秋月伊織事件帖（藤原緋沙子）
- 宮本武蔵（吉川英治）
- 柳生一族の陰謀（松永義弘）
- 雪之丞変化（三上於菟吉）
- 吉原裏同心（佐伯泰英）
- 吉原手引草（松井今朝子）
- 四谷雑談集
- 柳橋新誌（成島柳北）〔台東区柳橋〕
- 若さま侍捕物手帖（城昌幸）
- 若さま同心徳川竜之助シリーズ（風野真知雄）
- 渡り用人片桐弦一郎控（藤原緋沙子）
- 嗤う伊右衛門（京極夏彦）

## 舞台が近代
- 秋（芥川龍之介）
- 悪魔が来りて笛を吹く（横溝正史）〔港区〕
- 明智小五郎シリーズ（江戸川乱歩）
- 浅草紅団（川端康成）〔台東区浅草〕
- 浅草の姉妹（川端康成）〔台東区浅草〕
- あらくれ（徳田秋声）
- 蟻の街のマリア（松居桃桜）〔墨田区〕
- 或阿呆の一生（芥川龍之介）
- ある崖上の感情（梶井基次郎）
- 暗夜行路（志賀直哉）
- 一寸法師（江戸川乱歩）
- ヰタ・セクスアリス（森鷗外）
- 浮雲（二葉亭四迷）
- うしろの正面だあれ（海老名香葉子）〔墨田区〕
- 腕くらべ（永井荷風）（新橋花街）
- 姑獲鳥の夏（京極夏彦）〔豊島区雑司が谷〕
- エドの舞踏会（山田風太郎）〔千代田区〕
- エロス（広瀬正）〔中央区・世田谷区〕
- 黄金仮面（江戸川乱歩）
- 大つごもり（樋口一葉）〔文京区〕
- 押絵と旅する男（江戸川乱歩）〔台東区浅草〕
- 白粉とガソリン（川端康成）〔台東区浅草〕
- おとうと（幸田文）
- 婦系図（泉鏡花）
- 怪獣男爵（横溝正史）
- 仮装人物（徳田秋声）
- 黴（徳田秋声）
- 神々の乱心（松本清張）
- 悲しい下駄（クォン・ジョンセン）
- 仮面の告白（三島由紀夫）
- ガラスのうさぎ（高木敏子）
- かわいそうなぞう（土家由岐雄）
- 雁（森鴎外）〔文京区・台東区〕
- 機械（横光利一）
- 器楽的幻覚（梶井基次郎）
- 暁英 贋説・鹿鳴館（北森鴻）〔千代田区〕
- 禽獣（川端康成）
- 金田一耕助シリーズ（横溝正史）
- 金狼（久生十蘭）
- 国萌える小説原敬（平谷美樹）
- 首無の如き祟るもの（三津田信三）
- 警視庁草紙（山田風太郎）
- 外科室（泉鏡花）
- 後光殺人事件（小栗虫太郎）
- こゝろ（夏目漱石）
- 小僧の神様（志賀直哉）
- 金色夜叉（尾崎紅葉）
- 西郷札（松本清張）
- 坂の上の雲（司馬遼太郎）
- 桜の実の熟する時（島崎藤村）
- さようならカバくん（早乙女勝元）
- 残菊物語（村松梢風）
- 三四郎（夏目漱石）
- 屍者の帝国（伊藤計劃・円城塔）
- 自然と人生（徳富蘆花）
- 自転車（志賀直哉）
- 縛られた夫（川端康成）〔台東区浅草〕
- 縮図（徳田秋声）
- 少年探偵団（江戸川乱歩）
- 詩を書く少年（三島由紀夫）
- 新・御宿かわせみ（平岩弓枝）
- 真珠夫人（菊池寛）
- 真珠郎（横溝正史）
- 人生劇場（尾崎士郎）
- 姿三四郎（富田常雄）
- 朱雀家の滅亡（三島由紀夫）
- 砂の器（松本清張）
- すみだ川（永井荷風）
- 青年（森鴎外）
- 聖アレキセイ寺院の惨劇（小栗虫太郎）
- 聖家族（堀辰雄）
- 聖ヨハネ病院にて（上林暁）
- 雪中梅（末広鉄腸）
- 戦争と青春（早乙女勝元）
- 其面影（二葉亭四迷）
- 太陽のない街（徳永直）〔文京区〕
- 高橋阿伝夜刃譚（仮名垣魯文）
- たけくらべ（樋口一葉）〔台東区〕
- 多情多恨（尾崎紅葉）
- ダス・ゲマイネ（太宰治）
- 断腸亭日乗（永井荷風）
- 痴人の愛（谷崎潤一郎）〔台東区浅草・大田区大森〕
- 蝶々殺人事件（横溝正史）
- チンチン電車が走ってた（菅原治子）
- つゆのあとさき（永井荷風）〔中央区銀座〕
- D坂の殺人事件（江戸川乱歩）
- 帝都物語（荒俣宏）
- 東京（上司小剣）
- 東京行進曲（菊池寛）
- 東京の戦争（吉村昭）
- 東京の屋根の下（林芙美子）
- 東京詞（大沼枕山）
- とうさん、ぼく戦争を見たんだ（安藤美紀夫）
- 当世書生気質（坪内逍遥）
- 盗賊（三島由紀夫）
- 途上（谷崎潤一郎）〔新橋〜尾張町〜銀座〜蠣殻町〕
- 菜穂子（堀辰雄）
- にごりえ（樋口一葉）〔文京区〕
- 日本人アンナ（川端康成）〔台東区浅草〕
- 日本の黒い霧（松本清張）
- 日本橋（泉鏡花）〔中央区日本橋〕
- 鶏と踊子（川端康成）〔台東区浅草〕
- 秘密（谷崎潤一郎）
- 楡家の人びと（北杜夫）〔港区、世田谷区など〕
- 花埋み（渡辺淳一）
- 母の死と新しい母（志賀直哉）
- 母の初恋（川端康成）
- 微笑（横光利一）
- 百鬼夜行シリーズ（京極夏彦）
- 普請中（森鴎外）〔中央区〕
- 舞踏会（芥川龍之介）〔千代田区〕
- 冬の日（梶井基次郎）
- 文鳥（夏目漱石）
- 豊饒の海（三島由紀夫）〔文京区など〕
- 濹東綺譚（永井荷風）〔墨田区〕
- マイナス・ゼロ（広瀬正）〔中央区・千代田区〕
- 武蔵野（国木田独歩）
- 明治バベルの塔（山田風太郎）
- 名人（川端康成）
- 夜行巡査（泉鏡花）〔千代田区一番町〕
- 闇に蠢く（江戸川乱歩）
- 闇の検事（太田蘭三）
- 夢殿殺人事件（小栗虫太郎）
- 鹿鳴館（三島由紀夫）〔千代田区〕
- 和解（志賀直哉）
- 吾輩は猫である（夏目漱石）
- 笑はぬ男（川端康成）

## 舞台が現代
- 愛がなんだ（角田光代）
- 愛の行方（三田誠広）
- 愛の眼鏡は色ガラス（安部公房）
- OUT（桐野夏生）〔武蔵村山市〕
- 青空と逃げる（辻村深月）
- 青の時代（三島由紀夫）〔中央区〕
- 青山物語1971、青山物語1974（清水義範）〔渋谷区〕
- 赤×ピンク（桜庭一樹）〔港区六本木〕
- アキハバラ（今野敏）〔千代田区〕
- アキハバラ@DEEP（石田衣良）〔千代田区〕
- 秋葉原 魔街転生（稲葉深緑）〔千代田区〕
- アクセル・ワールド（川原礫）〔杉並区など〕
- 悪魔シリーズ（赤川次郎）
- 悪霊シリーズ（小野不由美）〔渋谷区〕
- アサシン（新堂冬樹）
- 浅見光彦シリーズ（内田康夫）
- 安積班シリーズ（今野敏）
- アナザーフェイス（堂場瞬一）
- 雨のなかの噴水（三島由紀夫）〔和田倉噴水公園〕
- アメリカひじき（野坂昭如）
- アルバイト探偵（大沢在昌）
- アフターダーク（村上春樹）〔新宿区〕
- 池袋ウエストゲートパーク（石田衣良）〔豊島区池袋〕
- 居酒屋ふじ（栗山圭介）
- いちご同盟（三田誠広）〔世田谷区など〕
- 15×24（新城カズマ）
- 一千兆円の身代金（八木圭一）
- イッツ・オンリー・トーク（絲山秋子）
- イニシエーション・ラブ（乾くるみ）
- 犬と麻ちゃん（阿川弘之）〔多摩ニュータウン〕
- 命売ります（三島由紀夫）〔杉並区、世田谷区、青梅市など〕
- 彩り河（松本清張）〔中央区銀座など〕
- インディヴィジュアル・プロジェクション（阿部和重）〔渋谷区〕
- インディゴの夜（加藤実秋）
- 隠蔽捜査（今野敏）
- ヴィヨンの妻（太宰治）
- 牛尾刑事シリーズ（森村誠一）
- 宴のあと（三島由紀夫）〔文京区など〕
- 海がきこえる（氷室冴子）
- 海からきたチフス（畑正憲）〔大島町〕
- 海辺のカフカ（村上春樹）〔中野区ほか〕
- 海を感じる時（中沢けい）
- エイジ（重松清）
- 駅物語（朱野帰子）
- ST 警視庁科学特捜班（今野敏）
- Xシリーズ（イナイ×イナイ、キラレ×キラレ ほか）（森博嗣）
- エンジェル（石田衣良）
- 大きい1年生と小さな2年生（古田足日）〔東久留米市〕
- Occultic;Nine -オカルティック・ナイン-（志倉千代丸）
- お嬢さまシリーズ（森奈津子）
- お嬢さん（三島由紀夫）
- おとり捜査官（山田正紀）
- 思い出を売る男（加藤道夫）
- オルタネート（加藤シゲアキ）
- オレたち花のバブル組（池井戸潤）
- 音楽（三島由紀夫）
- 女が見ていた（横溝正史）
- 怪物（福田和代）
- かえるくん、東京を救う（村上春樹）
- 加賀恭一郎シリーズ（東野圭吾）
- 鍵のかかる部屋（三島由紀夫）
- 限りなく透明に近いブルー（村上龍）〔福生市〕
- 火車（宮部みゆき）
- 華燭の淫（千草忠夫）〔渋谷区恵比寿駅周辺、港区六本木〕
- 風に舞い上がるビニールシート（森絵都）
- 家族狩り（天童荒太）
- 家族ゲーム（本間洋平）
- 彼女がフラグをおられたら（竹井10日）
- 神様のメモ帳（杉井光）〔渋谷区〕
- 神津恭介シリーズ（高木彬光）
- 神の値段（一色さゆり）〔品川区など〕
- ガリレオシリーズ（東野圭吾）
- 華麗なる肉のキャンバス（千草忠夫）〔新宿区〕
- 感情8号線（畑野智美）
- 官僚たちの夏（城山三郎）
- 彼のオートバイ、彼女の島（片岡義男）
- 瓦礫の中（吉田健一）
- 北多摩署純情派シリーズ（太田蘭三）
- 吉祥寺の朝日奈くん（中田永一）〔武蔵野市吉祥寺〕
- 絹の変容（篠田節子）〔八王子市〕
- 生のみ生のままで（綿矢りさ）
- きまぐれ指数（星新一）〔港区など〕
- きみの鳥はうたえる（佐藤泰志）〔国立市〕
- キャロリング（有川浩）
- 鏡子の家（三島由紀夫）
- 仰天・平成元年の空手チョップ（夢枕獏）
- 虚無への供物（中井英夫）
- 嫌われ松子の一生（山田宗樹）〔足立区ほか〕
- 機龍警察（月村了衛）
- 切れない糸（坂木司）〔下町〕
- 禁色（三島由紀夫）
- 草の響き（佐藤泰志）〔八王子市〕
- 愚者の毒（宇佐美まこと）
- グラスホッパー（伊坂幸太郎）
- 狂おしき華燭（千草忠夫）〔渋谷区恵比寿駅周辺、港区六本木〕
- 黒い空（松本清張）
- 黒い福音（松本清張）〔八王子市〕
- 黒革の手帖（松本清張）〔中央区銀座〕
- 黒猫亭事件（横溝正史）
- グロリアスドーン（庄司卓）
- 警官の血（佐々木譲）
- 刑事犬養隼人シリーズ（中山七里）
- 警察庁α特務班シリーズ（六道慧）
- 警視庁いきもの係（大倉崇裕）
- 警視庁強行犯係・樋口顕（今野敏）
- 警視庁行動科学課シリーズ（六道慧）
- 警視庁失踪課・高城賢吾（堂場瞬一）
- 警視庁墨田署刑事課特命担当・一柳美結シリーズ（沢村鐵）
- 警視庁捜査一課十一係シリーズ（麻見和史）
- 警視庁捜査二課・郷間彩香 特命指揮官（梶永正史）
- 警視庁追跡捜査係（堂場瞬一）
- 警視庁鉄道捜査班（豊田巧）
- 警視庁文書捜査官（麻見和史）
- 刑事・鳴沢了シリーズ（堂場瞬一）
- 刑事・雪平夏見シリーズ（秦建日子）
- 軽蔑（中上健次）〔新宿区歌舞伎町・港区六本木〕
- 月光のスティグマ（中山七里）
- 結婚物語・ 新婚物語（新井素子）〔練馬区・世田谷区〕
- 原色の街（吉行淳之介）〔墨田区〕
- 剣神の継承者（鏡遊）
- 鯉ヶ窪学園探偵部シリーズ（東川篤哉）
- 恋の都（三島由紀夫）
- 公開処刑人 森のくまさん（堀内公太郎）
- 高校殺人事件（松本清張）
- 行動心理捜査官・楯岡絵麻（佐藤青南）
- 幸福号出帆（三島由紀夫）
- ゴールデンタイム（竹宮ゆゆこ）
- 凍える牙（乃南アサ）
- 個人的な体験（大江健三郎）
- 殺しの双曲線（西村京太郎）
- 最後の喫煙者（筒井康隆）
- 冴えない彼女の育てかた（丸戸史明）
- 左文字進シリーズ（西村京太郎）
- さらば国分寺書店のオババ（椎名誠）〔国分寺市〕
- 去りなんいざ狂人の国を（西村寿行）
- 三重露出（都筑道夫）
- しあわせにできる（谷崎泉）
- ジウ（誉田哲也）
- 色彩を持たない多崎つくると、彼の巡礼の年（村上春樹）
- 静おばあちゃんにおまかせ（中山七里）
- 死呪の島（雪富千晶紀）〔伊豆諸島〕
- 沈める滝（三島由紀夫）
- 下町ロケット（池井戸潤）
- 忍ぶ川（三浦哲郎）〔江東区〕
- 19分25秒（引間徹）
- ショートソング（枡野浩一）〔武蔵野市吉祥寺〕
- 女学生探偵シリーズ（てにをは）
- 処刑の部屋（石原慎太郎）
- 症候群シリーズ（貫井徳郎）
- 女子的生活（坂木司）
- 女性秘匿捜査官・原麻希シリーズ（吉川英梨）
- 書店ガール（碧野圭）〔武蔵野市吉祥寺〕
- 新宿警察（藤原審爾）〔新宿区〕
- 新宿鮫シリーズ（大沢在昌）〔新宿区〕
- 新宿少年探偵団（太田忠司）〔新宿区〕
- 新東京水上警察シリーズ（吉川英梨）
- 水鏡推理（松岡圭祐）
- 杉原爽香シリーズ（赤川次郎）
- 洲崎パラダイス（芝木好子）〔江東区〕
- ストライク・ザ・ブラッド（三雲岳斗）
- スローなブギにしてくれ（片岡義男）〔福生市など〕
- 青春の構図（曽野綾子）
- 聖少女（倉橋由美子）
- セーラー服と機関銃（赤川次郎）
- 世界の終りとハードボイルド・ワンダーランド（村上春樹）〔千代田区ほか〕
- 世田谷駐在刑事（濱嘉之）
- 絶対ナル孤独者（川原礫）
- 千羽鶴（川端康成）
- 閃光スクランブル（加藤シゲアキ）〔渋谷区〕
- 戦力外捜査官（似鳥鶏）
- 創薬探偵から、祝福を（喜多喜久）
- 総理にされた男（中山七里）
- 狙撃 地下捜査官（永瀬隼介）
- 組織犯罪対策課八神瑛子シリーズ（深町秋生）
- その可能性はすでに考えた（井上真偽）
- その細き道（髙樹のぶ子）
- 空飛ぶタイヤ（池井戸潤）
- それゆけ!宇宙戦艦ヤマモト・ヨーコ（庄司卓）〔足立区綾瀬〕
- 1995年のスモーク・オン・ザ・ウォーター（五十嵐貴久）〔国立市・国分寺市など〕
- ダーティ・ママ!（秦建日子）
- 第四間氷期（安部公房）
- 高木家の惨劇（角田喜久雄）
- 高台の家（松本清張）
- 高田馬場ラブソング（三田誠広）
- 探偵の探偵（松岡圭祐）
- チーズ・ケーキのような形をした僕の貧乏（村上春樹）〔国分寺市西恋ヶ窪〕
- 乳と卵（川上未映子）
- 血の轍（相場英雄）
- 駐在刑事（笹本稜平）
- チュベローズで待ってる（加藤シゲアキ）〔新宿区〕
- 追想五断章（米澤穂信）
- ツィス（広瀬正）
- 釣部渓三郎シリーズ（太田蘭三）
- 帝都地下迷宮（中山七里）
- 定年ゴジラ（重松清）〔八王子市〕
- 刑事珍シリーズ（鎌田敏夫）
- デュラララ!!（成田良悟）〔豊島区池袋〕
- 照柿（高村薫）〔羽村市など〕
- 電子の標的（濱嘉之）
- 電車で行こう!（豊田巧）
- 点と線（松本清張）
- ドS刑事シリーズ（七尾与史）
- 東京すみっこごはん（成田名璃子）
- 東京騎士団（大沢在昌）
- 東京タワー（江國香織〔港区〕
- 東京タワー〜オカンとボクと、時々、オトン〜（リリーフランキー）
- 東京デッドクルージング（深町秋生）〔豊島区池袋〕
- 東京難民（福澤徹三）
- 東京の下町（吉村昭）
- 東京のプリンスたち（深沢七郎）
- 東京バンドワゴン（小路幸也）
- 同姓同名逆人生（かんべむさし）〔新宿区・中央区〕
- 十日の菊（三島由紀夫）
- トーキョー国盗り物語（林真理子）
- どこの家にも怖いものはいる（三津田信三）
- 都庁爆破!（高嶋哲夫）
- 十津川警部シリーズ（西村京太郎）
- ドミノ（恩田陸）〔東京駅とその周辺〕
- ドルチェ（誉田哲也）
- ドロップ）〔狛江市〕
- 奴隷区 僕と23人の奴隷（岡田伸一）
- 流れる（幸田文）
- 凪の光景（佐藤愛子）〔世田谷区〕
- 謎解きはディナーの後で（東川篤哉）〔国立市〕
- 夏物語（川上未映子）
- 波の塔（松本清張）
- なめくじに聞いてみろ（都筑道夫）
- 成田・青梅殺人ライン（深谷忠記）
- なんとなく、クリスタル（田中康夫）
- にいちゃん、ぼく反省しきれません。（柚木真理）〔台東区〕
- 肉体の学校（三島由紀夫）
- 肉体の門（田村泰次郎）〔千代田区有楽町〕
- 二十八年目の卒業式（手島悠介）
- 日輪の遺産（浅田次郎）
- にっぽん製（三島由紀夫）〔中央区、文京区、目黒区など〕
- 日本以外全部沈没（筒井康隆）
- 人間そっくり（安部公房）
- 人間の証明（森村誠一）
- 猫の舌に釘を打て（都筑道夫）
- ねじまき鳥クロニクル（村上春樹）〔世田谷区ほか〕
- ノーライフキング（いとうせいこう）
- ノルウェイの森（村上春樹）〔新宿区ほか〕
- パーフェクト・ブルー(宮部みゆき)
- Burn. ―バーン―（加藤シゲアキ）〔渋谷区〕
- 橋づくし（三島由紀夫）〔中央区〕
- 八王子のレッド・ツェッペリン（木根尚登）〔八王子市〕
- 八丈島と、魔女の夏（小椋正雪）〔八丈町〕
- 果つる底なき（池井戸潤）
- 張込み（松本清張）
- 半沢直樹シリーズ（池井戸潤）
- ヒートアップ（中山七里）
- 光ってみえるもの、あれは（川上弘美）
- ひきこもり探偵シリーズ（坂木司）〔台東区〕
- 被虐の契り（千草忠夫）〔渋谷区恵比寿駅周辺、港区六本木〕
- 眉山（太宰治）〔新宿区〕
- ビター・ブラッド（雫井脩介）
- びっくり箱殺人事件（横溝正史）
- ひと（小野寺史宣）
- 雛の宿（三島由紀夫）
- 陽のあたる坂道（石坂洋次郎）
- 姫川玲子シリーズ（誉田哲也）
- 氷壁（井上靖）
- ピンクとグレー（加藤シゲアキ）〔渋谷区〕
- ファーレンハイト9999（朝倉勲）
- ファニーフェースの死（林真理子）〔渋谷区〕
- 瘋癲老人日記（谷崎潤一郎）
- 風流夢譚（深沢七郎）
- Fate/Prototype（桜井光）
- Fate/Prototype 蒼銀のフラグメンツ（桜井光）
- 福家警部補の挨拶（大倉崇裕）
- ブタカンシリーズ（青柳藍人）
- ぶたぶた（矢崎在実）
- 不夜城（馳星周）〔新宿区歌舞伎町〕
- プラチナデータ（東野圭吾）
- プリズンの満月（吉村昭）
- フルメタル・パニック!（賀東招二）〔調布市）
- プロジェクト・クオリディア（Speakeasy）
- 平成関東大震災-いつか来るとは知っていたが今日来るとは思わなかった-（福井晴敏）
- 平成トム・ソーヤー（原田宗典）
- 忘却探偵シリーズ（西尾維新）
- 防犯探偵・榎本シリーズ（貴志祐介）
- BORDER 警視庁捜査一課殺人犯捜査第4係（金城一紀）
- 僕って何（三田誠広）
- ぼくらシリーズ(宗田理)〔下町:おそらく足立区千住〕
- 墓地を見おろす家（小池真理子）
- ホリデーシリーズ（坂木司）〔下町〕
- マークスの山（高村薫）
- 舞姫（川端康成）
- 「マスカレード」シリーズ（東野圭吾）
- まち（小野寺史宣）
- 松谷警部と三鷹の石（平石貴樹）
- 真鶴（川上弘美）
- 魔法少女プリティサミー―秋葉原闘争編（黒田洋介）〔千代田区〕
- 魔法戦争（スズキヒサシ）
- 魔法使いマリィシリーズ（東川篤哉）
- 繭の密室（今邑彩）
- マリア様がみてる（今野緒雪）〔三鷹市・武蔵野市など〕
- 鞠夫シリーズ（我孫子武丸）
- 御子柴礼司シリーズ（中山七里）
- 三毛猫ホームズ（赤川次郎）
- 三島由紀夫レター教室（三島由紀夫）
- みづうみ（川端康成）〔台東区上野など〕
- 密会（安部公房）
- みみずくばあちゃん（長崎源之助）
- 宮之原警部シリーズ（木谷恭介）
- 夢幻花（東野圭吾）
- 武蔵野夫人（大岡昇平）〔小金井市、国分寺市〕
- 宗方姉妹（大佛次郎）
- 棟居刑事シリーズ（森村誠一）
- 迷宮捜査（緒川怜）
- 名探偵なんか怖くない（西村京太郎）〔渋谷区〕
- 名探偵も楽じゃない（西村京太郎）
- 女神（太宰治）〔三鷹市・立川市〕
- 女神（三島由紀夫）
- 地下鉄に乗って（浅田次郎）
- もし高校野球の女子マネージャーがドラッカーの『マネジメント』を読んだら（岩崎夏海）
- 夜会服（三島由紀夫）
- ヤッさん（原宏一）
- やぶにらみの時計（都筑道夫）
- 山の音（川端康成）
- 行きずりの街（志水辰夫）
- 弓浦市（川端康成）
- ユンカース・カム・ヒア（木根尚登）〔世田谷区〕
- 妖怪少年探偵團シリーズ（てにをは）
- ようこそ授賞式の夕べに（大崎梢）〔港区ほか〕
- よくわかる現代魔法（桜坂洋）
- 横道世之介（吉田修一）
- 四つの終止符（西村京太郎）
- 黄泉醜女（花房観音）
- 喜びの琴（三島由紀夫）
- らんぼう（大沢在昌）
- 理由（宮部みゆき）〔荒川区〕
- 旅行作家茶家次郎シリーズ（梓林太郎）
- ルーズヴェルト・ゲーム（池井戸潤）
- ルドルフとイッパイアッテナ（斉藤洋）
- RDG レッドデータガール（荻原規子）
- 和菓子のアン（坂木司）〔下町、千代田区〕
- 笑う淑女（中山七里）
- 笑え シャイロック（中山七里）
- 我が竜を見よ外伝 秋葉原竜戦記（海法紀光）〔千代田区〕
- 私の男（桜庭一樹）
- 私をくいとめて（綿矢りさ）
- ワルボロ（ゲッツ板谷）
- 我らの時代のフォークロア―高度資本主義前史（村上春樹）

## 舞台が未来
- イカロスの誕生日（小川一水）
- いつか猫になる日まで（新井素子）〔練馬区〕
- 斎藤家の核弾頭（篠田節子）〔文京区〕
- シャングリ・ラ（池上永一）
- …‥絶句（新井素子）
- そんな世界は壊してしまえ -クオリディア・コード-（さがら総）
- とある魔術の禁書目録（鎌池和馬）
- 東京デッドクルージング（深町秋生）
- 二分割幽霊綺譚（新井素子）〔飯田橋〕
- ハーモニー（伊藤計劃）
- ひとめあなたに（新井素子）
- レヴィアタンの恋人（犬村小六）